# Halifa Sallah

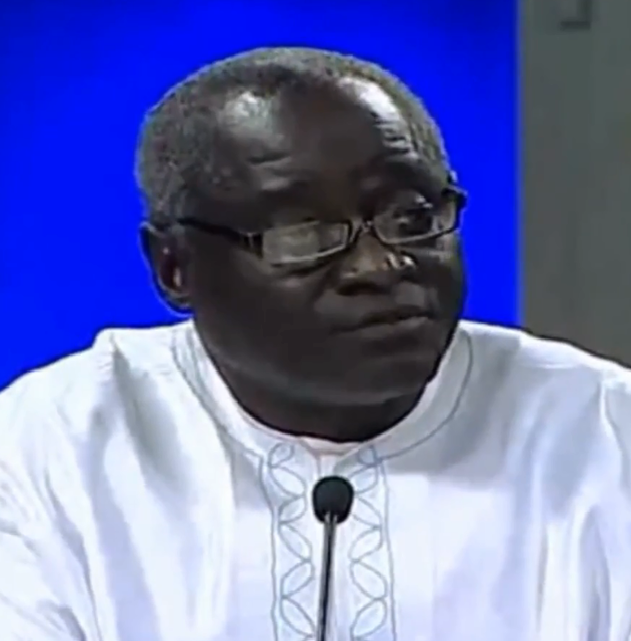
Halifa Sallah 2016

Halifa Babacarr Sallah (* 1953 in Serekunda) ist ein gambischer Politiker.

## Leben
| Parlamentswahl | Stimmen | Stimmanteil |
| -------------- | ------- | ----------- |
| 1987           | 1.023   | 9,79 %      |
| 1992           | 325     | 4,33 %      |
| 1997           | 8.529   | 32,59 %     |

| Parlamentswahl | Stimmen      | Stimmanteil |
| -------------- | ------------ | ----------- |
| 2002           | nicht belegt | gewählt     |

| Parlamentswahl | Stimmen | Stimmanteil |
| -------------- | ------- | ----------- |
| 2007           | 4.302   | 35,16 %     |

| Parlamentswahl | Stimmen | Stimmanteil |
| -------------- | ------- | ----------- |
| 2017           | 3.756   | 76,05 %     |

1981/1982 war Sallah gemeinsam mit Sam Sarr und Amie Sillah für zehn Monate ohne Anklage inhaftiert. Zu der Zeit arbeitete er für das Social Welfare Department und war Moderator bei Radio Gambia.
Bei der Gründungsversammlung der People’s Democratic Organisation for Independence and Socialism (PDOIS) 1986 wurde er zum Generalsekretär gewählt.
Er war Oppositionsführer in der National Assembly und Mitglied des Panafrikanischen Parlaments. Bis er gegen Sainey Jaiteh (Partei Alliance for Patriotic Reorientation and Construction) bei den Parlamentswahlen am 25. Januar 2007 verlor, vertrat er den Wahlkreis Serekunda Central.
Sallah war Vorsitzender der Partei People’s Democratic Organisation for Independence and Socialism (PDOIS) und eine der wichtigsten Personen der Koalition National Alliance for Democracy and Development (NADD). Er schrieb zudem für Foroyaa, eine unabhängige oppositionelle Zeitung.
Im Juni 2005 wurde er zusammen mit den anderen drei Abgeordneten der Opposition von der National Assembly ausgeschlossen. NADD hatte sich als politische Partei registriert und der Oberste Gerichtshof entschied, dass es gegen die gambische Verfassung verstoße, zwei Parteien gleichzeitig anzugehören. Kritiker deuteten diese Maßnahme als einen Versuch, die parlamentarische Opposition zum Schweigen zu bringen, denn in der Verfassung seien politische Allianzen nicht reglementiert. Am 29. September fand eine Nachwahl statt, in der Sallah mit einem großen Vorsprung an Stimmen wiedergewählt wurde.
Am 15. November 2005 wurde er mit zwei weiteren Oppositionsmitgliedern wegen unerlaubter Zusammenarbeit mit dem Präsidenten von Senegal verhaftet.
Sallah war Kandidat bei der Präsidentschaftswahl in Gambia 2006 und belegte mit 5,98 % den dritten Platz.
Bei der Wahl im Januar 2007 verlor er seinen Sitz im Parlament. Dass sich Präsident Yahya Jammeh in einer Rede nach den Wahlen zufrieden über die Niederlage „der beiden leeren Sitze in der National Assembly“ äußerte, bezog sich offenkundig auf Sallah und Hamat Bah. Sallah wurde die Schuld für das schlechte Ergebnis der Opposition zugeschrieben, und seine Partei spaltete sich daraufhin. Sallah zog sich anschließend aus der Politik zurück.
Am 8. März 2009 wurde er wieder verhaftet und in das zentrale Gefängnis Mile 2 gebracht, die Regierung verdächtigte ihn der Spionage. Die Vorwürfe wurden am 25. März „im Interesse von Frieden und Gerechtigkeit“ wieder fallengelassen.
Im Juni 2009 wurde Sallah Berichten zufolge erneut festgenommen, als er eine Gruppe inhaftierter Journalisten in der National Intelligence Agency besuchen wollte. Er wurde über Nacht festgehalten und am nächsten Tag gegen Zahlung einer Kaution wieder freigelassen.
Bei der Wahl zum Parlament 2017 trat er wieder als Kandidat der PDOIS im Wahlkreis Serekunda in der Kanifing Administrative Region an. Mit 76,05 % konnte er den Wahlkreis vor Seedy Bojang (APRC) für sich gewinnen.
Bei der von Adama Barrow gewonnenen Präsidentschaftswahl in Gambia 2021 erhielt Sallah mit 32.435 (3,77 %) die vierthöchste Stimmenzahl. Im Februar 2022 nahm Sallah mit einer letzten Rede im Parlament Abschied von seinem politischen Wirken.